# شهر غلغله
شهر غلغله و نیز سار و تار.   یک بناء و شهر تاریخی و باستانی است که در  ولایت نیمروز در منطقه سیستان موقعیت دارد..
در متون اسلامی در این منطقه از یک بناء تاریخی بنام طاق نام برده شده است  و امکان دارد که تاق هم نام این بنای تاریخی باشد، گرچه این مکان در زمان قبل از اسلام و در زمان هخامنشیان تا ساسانیان ساخته شده و در دوره اسلامی توسط پادشاهان صفاری ساخته است.  
گفته می شود که در این شهر مردم ساکها در دوره قبل از اسلام زندگی می کرده اند